# Cappella dello zarevič di Russia (Mariupol')

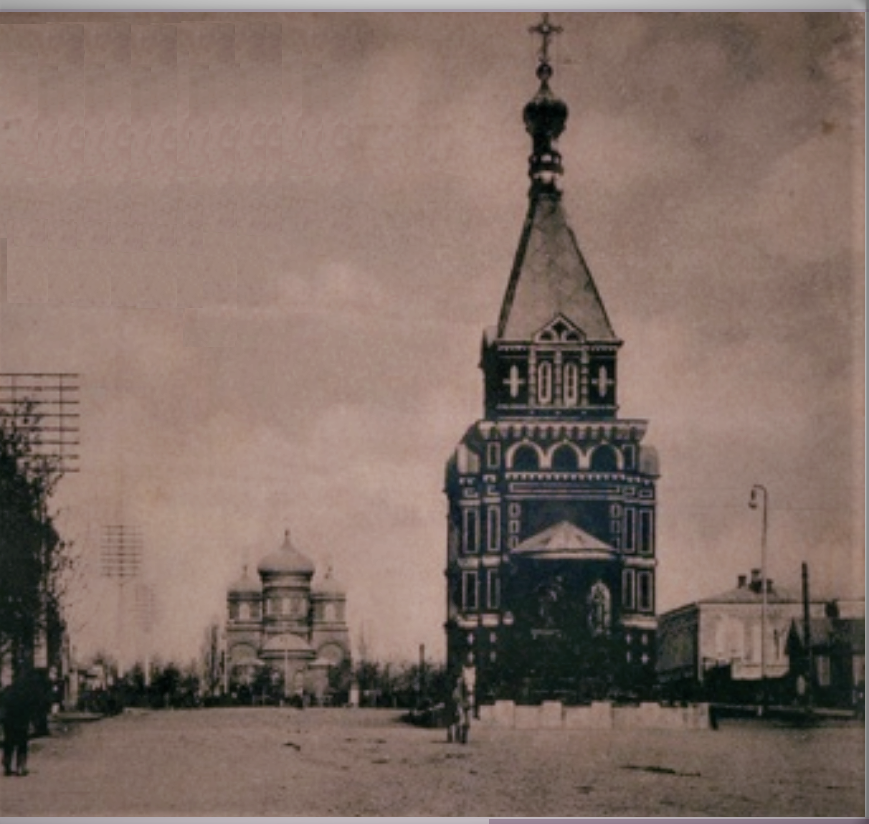

La Cappella dello zarevič di Russia era una cappella ortodossa situata a Mariupol', in Ucraina. Lo zar Alessandro III di Russia fece costruire la cappella per commemorare suo figlio zarevic di Russia. Fu consacrato il 5 maggio 1895, ma demolito nel 1934, dallo stato sovietico.

## Descrizione
La cappella fu eretta dallo zar Alessandro III di Russia per commemorare il salvataggio di suo figlio zarevic di Russia e futuro zar Nicola II di Russia il 28 aprile 1891 dal principe Giorgio di Grecia, cugino di Nicola, che salvò la vita dello zarevic (Incidente di Ōtsu). La prima chiesa di Santa Maria Maddalena fu demolita per costruire la cappella sul sito della chiesa distrutta.

## Galleria d'immagini

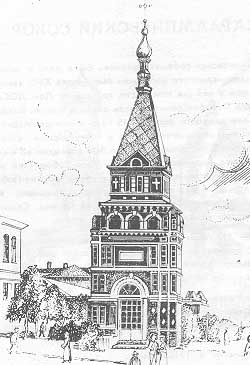
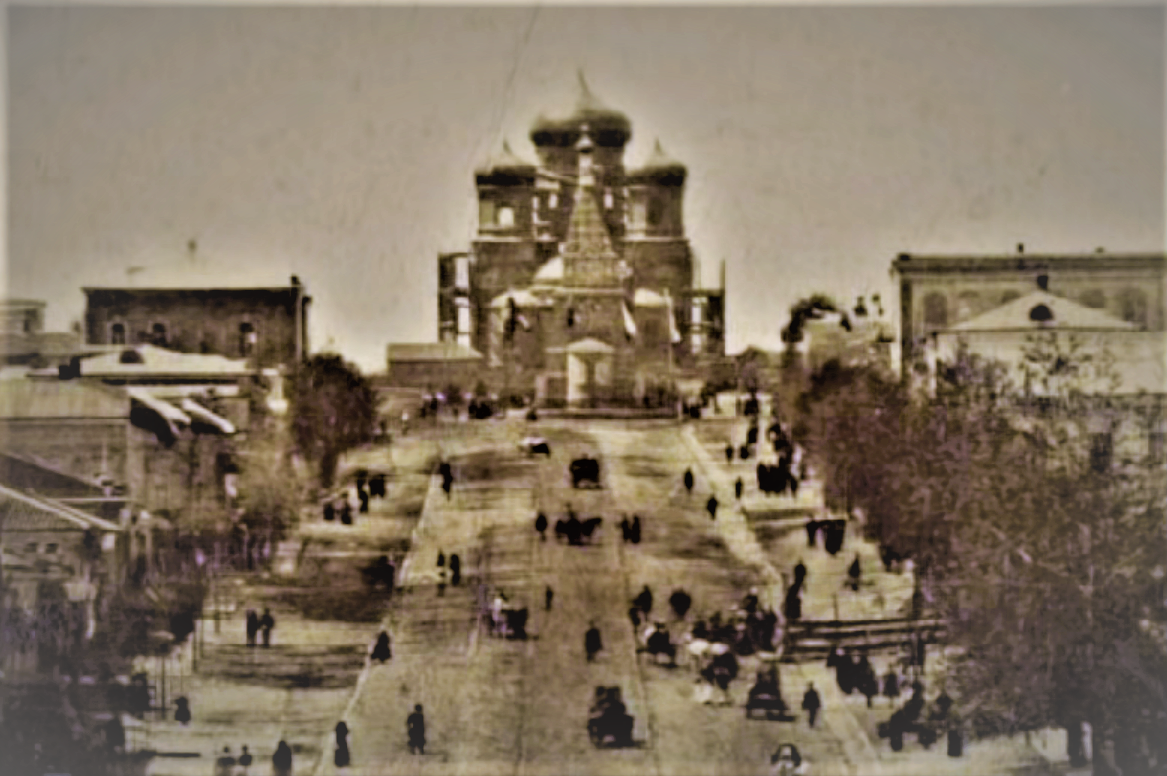